# Nodocepheus hammerae
Nodocepheus hammerae är en kvalsterart som beskrevs av Balogh 1961. Nodocepheus hammerae ingår i släktet Nodocepheus och familjen Nodocepheidae. Inga underarter finns listade i Catalogue of Life.